# 越谷市立新栄中学校
越谷市立新栄中学校（こしがやしりつ しんえいちゅうがっこう）は、埼玉県越谷市大吉にある公立中学校。

## 概要
越谷市は公立学校選択制を取り入れている。

## 沿革
- 1981年4月1日 - 越谷市立新栄中学校として創立
- 1981年10月1日 - 制服制定
- 1981年10月9日 - 校章・校歌披露（この日を開校記念日とする）[1]

## 教育目標
- 学びあい　みがきあう生徒[2]

## 部活動

### 運動部
- 剣道部（男女）
- サッカー部
- ソフトボール部
- 男子バスケットボール部
- 女子バスケットボール部
- バドミントン部（男女）
- ソフトテニス部(女子のみ)
- 卓球部[3]

### 文化部
- 吹奏楽部
- 書道部
- 茶道部
- 美術部
- 演劇部
- 総合学習部[3]

## 委員会
- 学級委員会
- 給食委員会
- 保健委員会
- 生活委員会
- 図書委員会
- 整美委員会
- 視聴覚委員会

## 通学区域
- 大里 - 一部
- 大沢 - 一部
- 東大沢三丁目 - 一部
- 大吉 - 一部
- 大林- 一部
- 大房 - 一部
- 下間久里 - 一部
- 弥栄町一丁目 - 全域
- 弥栄町二丁目 - 全域
- 弥栄町三丁目 - 全域
- 弥十郎 - 一部[4]